# Список умерших в 1507 году
В этой статье представлен список известных людей, умерших в 1507 году.
См. также:Категория:Умершие в 1507 году

## Февраль
- 23 февраля — Джентиле Беллини — итальянский художник.

## Март
- 12 марта — Чезаре Борджиа (31) — политический деятель, герцог валансский и романьольский, принц Андрии и Венафра, граф дийосский, правитель Пьомбино, Камерино и Урбино, гонфалоньер и генерал-капитан Святой церкви.

## Апрель
- 2 апреля — Франциск из Паолы (91) — католический святой, основатель ордена минимов.

## Август
- 23 августа — Жан Молине — французский поэт, глава школы «великих риториков».